# Александар Бородјук
Александар Генрихович Бородјук (рус. Александр Генрихович Бородюк; 30. новембар 1962) бивши је руски фудбалер.

## Каријера
Играо је на позицији нападача. У каријери је наступао за познате клубове као што су: Динамо Москва, Шалке 04, Фрајбург, Хановер 96, Локомотива Москва и Крила Совјетов.
Играо је за репрезентације СССР и Русије. Са олимпијским тимом СССР-а, учествовао је на завршном турниру Олимпијских игара 1988. у Сеулу, где је са екипом освојио златну медаљу. Такође је учествовао, са истим тимом, на Светском првенству 1990. у Италији. Играо је за репрезентацију Русије на завршном турниру Светског првенства 1994. у САД. Укупно је одиграо 15 утакмица за национални тим и постигао 4 поготка.
Након играчке каријере постао је фудбалски тренер, био је помоћник селектора фудбалске репрезентације Русије.

## Успеси

### Клуб
- Куп СССР: 1984.
- Куп Русије: 1996/97.

### Репрезентација
СССР
- Златна медаља Олимпијске игре 1988. године у Сеулу

### Индивидуално
- Најбољи стрелац првенства СССР: 1986, 1988.

Као тренер
- Освојен Суперкуп Казахстана са Каиратом: 2016.